# Musée maritime et ancienne prison d'Ushuaïa
Le musée maritime et ancienne prison d'Ushuaïa (espagnol : museo Marítimo y del Presidio de Ushuaia), ou musée maritime et pénitentiaire d'Ushuaia, est un musée situé dans la ville d'Ushuaïa, dans la province de Terre de Feu, Antarctique et îles de l'Atlantique Sud, en Argentine. Il est situé dans le bâtiment de l'ancienne prison d'Ushuaïa (ou Cárcel de Reincidentes de Tierra del Fuego), où les criminels récidivistes les plus dangereux étaient détenus, ce qui a valu à la prison une triste réputation.

## Caractéristiques
Le bâtiment abrite quatre musées.
Le musée maritime recrée sur un thème maritime (espagnol : museo Marítimo y del Presidio de Ushuaia), à travers une collection de maquettes et de modèles navals, tout ce qui a trait à l'histoire de Terre de Feu du point de vue particulier du marin, puisque l'île de Terre de Feu et l'archipel qui l'entoure, ainsi que les îles Malouines, la Géorgie du Sud et l'Antarctique, sont liés à la mer dans tous les concepts.
Le musée des prisons (espagnol : Museo del Presidio), situé dans le pavillon IV, où l'on peut découvrir la première prison de Terre de Feu (1896), l'intention d'une colonisation pénale et la construction du bâtiment actuel, la vie des détenus, le travail, les punitions, la fermeture et la triste histoire de certains de ses principaux occupants.
Le musée antarctique José María Sobral (espagnol : Museo Antártico José María Sobral), situé au dernier étage du pavillon IV, avec 19 salles contenant la plus grande collection de matériel historique et biologique antarctique préservé.
Le musée d'art marin (espagnol : Museo de Arte Marino), avec une sélection d'œuvres d'art réalisées par des artistes marins et portuaires, qui tente de donner une vision générale et équilibrée du développement de l'art marin en Argentine, depuis 1889.